# Љесњица
Љесњица (слч. Lesnica) насељено је мјесто са административним статусом сеоске општине (слч. obec) у округу Стара Љубовња, у Прешовском крају, Словачка Република.

## Становништво
| Година:    | 1994. | 2004.    | 2014.   | 2024.   |
| ---------- | ----- | -------- | ------- | ------- |
| Број људи: | 487   | 536      | 503     | 494     |
| Разлика:   |       | +10,06 % | -6,15 % | -1,78 % |

| Година:    | 2023. | 2024.   |
| ---------- | ----- | ------- |
| Број људи: | 495   | 494     |
| Разлика:   |       | -0,20 % |

Према подацима о броју становника из 2024. године насеље је имало 494 становника.